# Copa Mundial de Hockey Masculino de 1982
La V Copa Mundial de Hockey Masculino se celebró en Bombay (India) entre el 29 de diciembre de 1981 y el 12 de enero de 1982 bajo la organización de la Federación Internacional de Hockey (FIH) y la Federación India de Hockey.
Los partidos se efectuaron en el BHA Stadium de la ciudad india. Participaron en total 12 selecciones nacionales divididas en 2 grupos.

## Grupos
| Grupo A       | Grupo B      |
| ------------- | ------------ |
| RFA           | Países Bajos |
| Nueva Zelanda | URSS         |
| Argentina     | Malasia      |
| Pakistán      | Australia    |
| Polonia       | India        |
| España        | Inglaterra   |

## Primera fase
Los primeros dos de cada grupo disputan las semifinales. 

### Grupo A
| Equipo        | J | G | E | P | GF | GC | DG  | PTS |
| ------------- | - | - | - | - | -- | -- | --- | --- |
| Pakistán      | 5 | 5 | 0 | 0 | 31 | 9  | +22 | 10  |
| RFA           | 5 | 3 | 1 | 1 | 3  | 10 | +3  | 7   |
| Polonia       | 5 | 2 | 0 | 3 | 7  | 11 | +4  | 4   |
| Nueva Zelanda | 5 | 2 | 0 | 3 | 10 | 19 | -9  | 4   |
| España        | 5 | 1 | 1 | 3 | 6  | 10 | -4  | 3   |
| Argentina     | 5 | 1 | 0 | 4 | 9  | 17 | -8  | 2   |

- Resultados

| Fecha | Partido       | Partido | Partido       | Resultado |
| ----- | ------------- | ------- | ------------- | --------- |
| 30.12 | Nueva Zelanda | -       | España        | 2-0       |
| 30.12 | Pakistán      | -       | Argentina     | 6-1       |
| 30.12 | RFA           | -       | Polonia       | 5-3       |
| 01.01 | Pakistán      | -       | España        | 4-1       |
| 01.01 | RFA           | -       | Nueva Zelanda | 2-1       |
| 02.01 | Pakistán      | -       | Nueva Zelanda | 12-3      |
| 02.01 | Argentina     | -       | Polonia       | 1-2       |
| 03.01 | RFA           | -       | Argentina     | 2-0       |
| 03.01 | España        | -       | Polonia       | 0-1       |
| 05.01 | Argentina     | -       | Nueva Zelanda | 5-3       |
| 05.01 | Pakistán      | -       | RFA           | 5-3       |
| 06.01 | España        | -       | Argentina     | 4-2       |
| 06.01 | Polonia       | -       | Nueva Zelanda | 0-1       |
| 07.01 | Pakistán      | -       | Polonia       | 4-1       |
| 07.01 | España        | -       | RFA           | 1-1       |

### Grupo B
| Equipo       | J | G | E | P | GF | GC | DG  | PTS |
| ------------ | - | - | - | - | -- | -- | --- | --- |
| Australia    | 5 | 5 | 0 | 0 | 13 | 5  | +8  | 10  |
| Países Bajos | 5 | 3 | 1 | 1 | 17 | 11 | +6  | 7   |
| India        | 5 | 3 | 0 | 2 | 21 | 12 | +9  | 6   |
| URSS         | 5 | 0 | 3 | 2 | 9  | 15 | -6  | 3   |
| Inglaterra   | 5 | 1 | 1 | 3 | 6  | 13 | -7  | 3   |
| Malasia      | 5 | 0 | 1 | 4 | 5  | 15 | -10 | 1   |

- Resultados

| Fecha | Partido      | Partido | Partido    | Resultado |
| ----- | ------------ | ------- | ---------- | --------- |
| 29.12 | India        | -       | Malasia    | 6-2       |
| 30.12 | Países Bajos | -       | Inglaterra | 6-2       |
| 31.12 | Australia    | -       | URSS       | 3-2       |
| 01.01 | Países Bajos | -       | India      | 4-3       |
| 01.01 | Australia    | -       | Malasia    | 3-0       |
| 02.01 | Inglaterra   | -       | URSS       | 1-1       |
| 02.01 | Países Bajos | -       | Malasia    | 3-1       |
| 03.01 | India        | -       | URSS       | 7-2       |
| 03.01 | Australia    | -       | Inglaterra | 2-0       |
| 05.01 | Países Bajos | -       | Australia  | 2-3       |
| 05.01 | Inglaterra   | -       | Malasia    | 1-0       |
| 06.01 | Malasia      | -       | URSS       | 2-2       |
| 06.01 | India        | -       | Inglaterra | 4-2       |
| 07.01 | India        | -       | Australia  | 1-2       |
| 07.01 | Países Bajos | -       | URSS       | 2-2       |

## Fase final

### Partidos de posición
- Puestos 9.º a 12.º

| Fecha | Partido    | Partido | Partido   | Resultado |
| ----- | ---------- | ------- | --------- | --------- |
| 09.01 | España     | -       | Malasia   | 2-4       |
| 09.01 | Inglaterra | -       | Argentina | 1-0       |

- Puestos 5.º a 8.º

| Fecha | Partido | Partido | Partido       | Resultado |
| ----- | ------- | ------- | ------------- | --------- |
| 09.01 | Polonia | -       | URSS          | 0-1       |
| 09.01 | India   | -       | Nueva Zelanda | 3-2       |

- Undécimo puesto

| Fecha | Partido | Partido | Partido   | Resultado |
| ----- | ------- | ------- | --------- | --------- |
| 10.01 | España  | -       | Argentina | 3-0       |

- Noveno puesto

| Fecha | Partido | Partido | Partido    | Resultado |
| ----- | ------- | ------- | ---------- | --------- |
| 11.01 | Malasia | -       | Inglaterra | 2-3       |

- Séptimo puesto

| Fecha | Partido | Partido | Partido       | Resultado |
| ----- | ------- | ------- | ------------- | --------- |
| 10.01 | Polonia | -       | Nueva Zelanda | 1-3       |

- Quinto puesto

| Fecha | Partido | Partido | Partido | Resultado |
| ----- | ------- | ------- | ------- | --------- |
| 11.01 | URSS    | -       | India   | 1-5       |

### Semifinales
| Fecha | Partido   | Partido | Partido      | Resultado       |
| ----- | --------- | ------- | ------------ | --------------- |
| 10.01 | Pakistán  | -       | Países Bajos | 4-2             |
| 10.01 | Australia | -       | RFA          | 3-3 (5-8) t.p.* |

### Tercer puesto
| Fecha | Partido      | Partido | Partido   | Resultado |
| ----- | ------------ | ------- | --------- | --------- |
| 12.01 | Países Bajos | -       | Australia | 2-4       |

### Final
| Fecha | Partido  | Partido | Partido | Resultado |
| ----- | -------- | ------- | ------- | --------- |
| 12.01 | Pakistán | -       | RFA     | 3-1       |

## Medallero
|          |     |           |
| Pakistán | RFA | Australia |

## Estadísticas

### Clasificación general
| 1. Pakistán      |
| 2. RFA           |
| 3. Australia     |
| 4. Países Bajos  |
| 5. India         |
| 6. URSS          |
| 7. Nueva Zelanda |
| 8. Polonia       |
| 9. Inglaterra    |
| 10. Malasia      |
| 11. España       |
| 12. Argentina    |

### Máximos goleadores
| Puesto | Nombre         | País     | Goles |
| ------ | -------------- | -------- | ----- |
| 1      | Rajinder Singh | India    | 12    |
| 2      | Hassan Sardar  | Pakistán | 10    |
| 3      | Kalimullah     | Pakistán | 8     |